# Imoco Volley
L'Imoco Volley è una società pallavolistica femminile italiana con sede a Conegliano: milita nel campionato di Serie A1.

## Storia

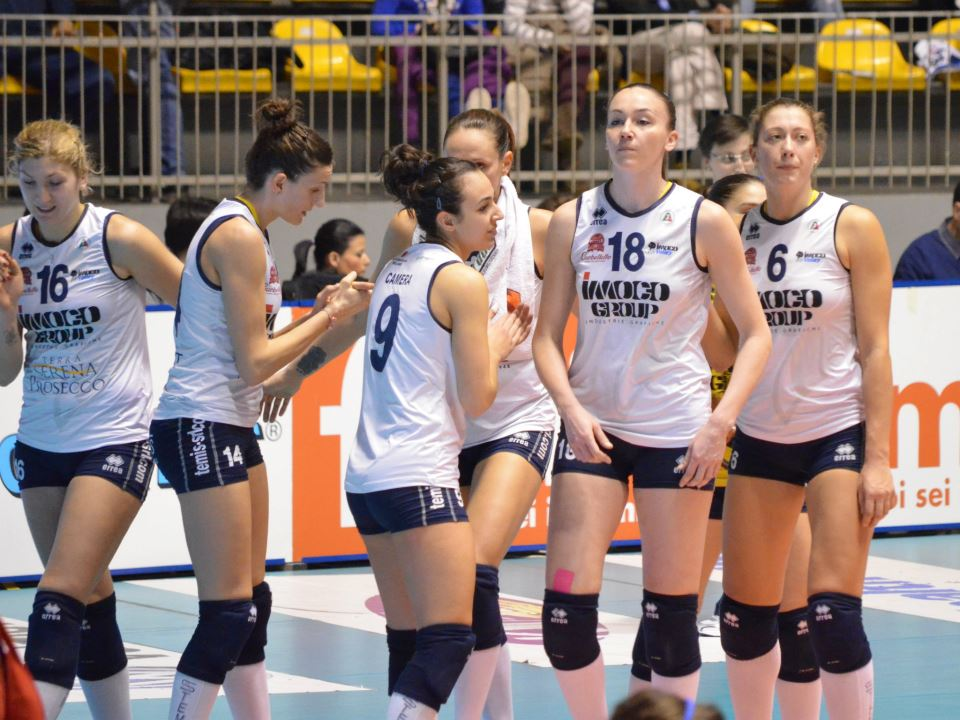
Pallavoliste dell'Imoco nella stagione d'esordio 2012-13

L'Imoco Volley è nata il 15 marzo 2012, appena due mesi dopo il fallimento dell'altra squadra di Conegliano, la Spes Conegliano, che ha dovuto rinunciare alla partecipazione del campionato, per problemi economici, dopo aver disputato quasi interamente il girone di andata. Il 24 aprile dello stesso anno, il presidente Piero Garbellotto, ha annunciato che il club parteciperà alla successiva stagione di Serie A1, grazie all'acquisto del titolo dal Parma.
Al suo primo campionato, dopo il quinto posto in classifica al termine della regular season, l'Imoco Volley riesce a raggiungere la finale scudetto da matricola, impresa realizzata solo dall'Asystel di Novara e del Villa Cortese, venendo poi sconfitta dal River. Con i risultati raggiunti ottiene quindi la qualificazione alla Champions League 2013-14, torneo dove viene eliminata nei play-off a 12.
Nella stagione 2015-16, dopo aver vinto la regular season, si aggiudica il suo primo trofeo, ossia la vittoria dello scudetto, seguito poi nella stagione successiva dal successo nella Supercoppa italiana e nella Coppa Italia, oltre a raggiungere la finale in Champions League. Nella stagione 2017-18 conquista per la seconda volta lo scudetto, mentre in quella successiva si aggiudica la seconda Supercoppa e il terzo scudetto, mentre perde per la seconda volta la finale della Champions League. Nella stagione 2019-20 conquista la sua terza Supercoppa, il campionato mondiale per club e la sua seconda Coppa Italia, mentre nell'annata successiva vince per la quarta volta la Supercoppa, per la terza la coppa nazionale e lo scudetto e si laurea per la prima volta campione d'Europa.
Anche la stagione 2021-22 si apre con il successo in Supercoppa. Il 21 novembre 2021, a seguito della vittoria sulla Trentino Rosa, la squadra raggiunge la 74ª vittoria consecutiva, battendo il record mondiale detenuto dal VakıfBank (73 tra il 2012 e il 2014). Nella stessa annata conquista inoltre, per la quarta volta, la Coppa Italia e, per la quinta, lo scudetto. Nella stagione 2022-23 ottiene il sesto successo in Supercoppa, la seconda affermazione al campionato mondiale per club, la quinta in Coppa Italia e la sesta nel campionato italiano, in quella 2023-24 è ancora vittoriosa in Supercoppa, nella Coppa Italia e nel campionato italiano, oltre ad aggiudicarsi per la seconda volta la Champions League, e in quella 2024-25 mette in bacheca per l'ottava volta la Supercoppa italiana, per la terza il campionato mondiale per club, per la settima la Coppa Italia, per l'ottava lo scudetto e per la terza la Champions League.

## Rosa 2025-2026
| N° | Nome                 | Ruolo | Data di nascita   | Nazionalità sportiva |
| -- | -------------------- | ----- | ----------------- | -------------------- |
| 1  | Gabriela Guimarães   | S     | 19 maggio 1994    | Brasile              |
| 4  | Zhu Ting             | S     | 29 novembre 1994  | Cina                 |
| 5  | Serena Scognamillo   | L     | 24 febbraio 2001  | Italia               |
| 6  | Jenna Ewert          | P     | 8 febbraio 2000   | Stati Uniti          |
| 9  | Marina Lubian        | C     | 11 aprile 2000    | Italia               |
| 10 | Monica De Gennaro    | L     | 8 gennaio 1987    | Italia               |
| 11 | Isabelle Haak        | O     | 11 luglio 1999    | Svezia               |
| 13 | Matilde Munarini     | C     | 3 giugno 2004     | Italia               |
| 14 | Joanna Wołosz        | P     | 7 aprile 1990     | Polonia              |
| 15 | Merit Adigwe         | O     | 24 agosto 2006    | Italia               |
| 16 | Nika Daalderop       | S     | 29 novembre 1998  | Paesi Bassi          |
| 18 | Cristina Chirichella | C     | 10 febbraio 1994  | Italia               |
| 19 | Sarah Fahr           | C     | 12 settembre 2001 | Italia               |
| 23 | Fatoumatta Sillah    | S     | 15 novembre 2002  | Slovenia             |

## Palmarès

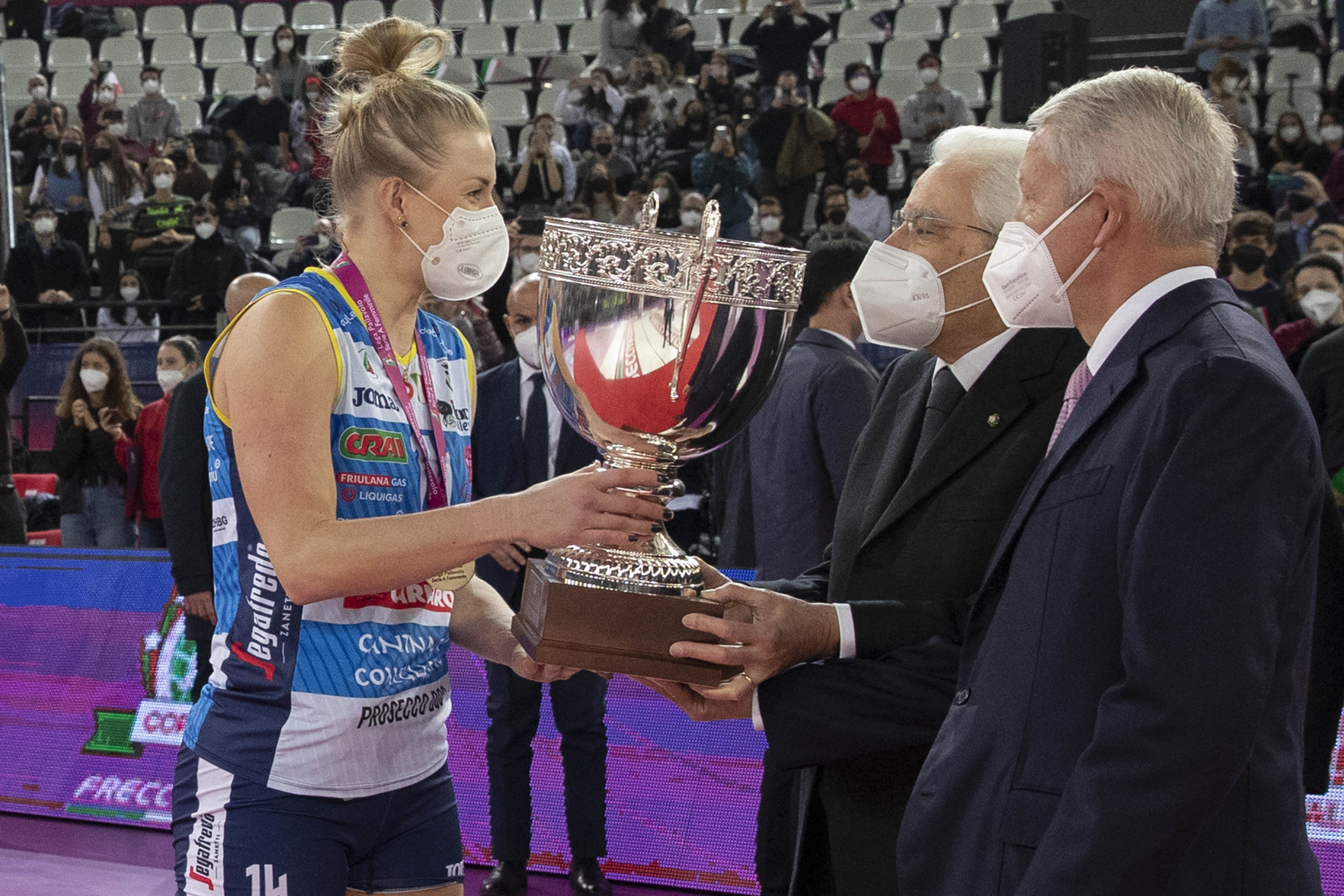
Joanna Wołosz riceve la Coppa Italia 2021-22 dal presidente della Repubblica Sergio Mattarella

- Campionato italiano: 8

2015-16, 2017-18, 2018-19, 2020-21, 2021-22, 2022-23, 2023-24, 2024-25
- Coppa Italia: 7

2016-17, 2019-20, 2020-21, 2021-22, 2022-23, 2023-24, 2024-25
- Supercoppa italiana: 8

2016, 2018, 2019, 2020, 2021, 2022, 2023, 2024
- Campionato mondiale per club: 3

2019, 2022, 2024
- CEV Champions League: 3

2020-21, 2023-24, 2024-25